# Хорвати Боснії і Герцеговини

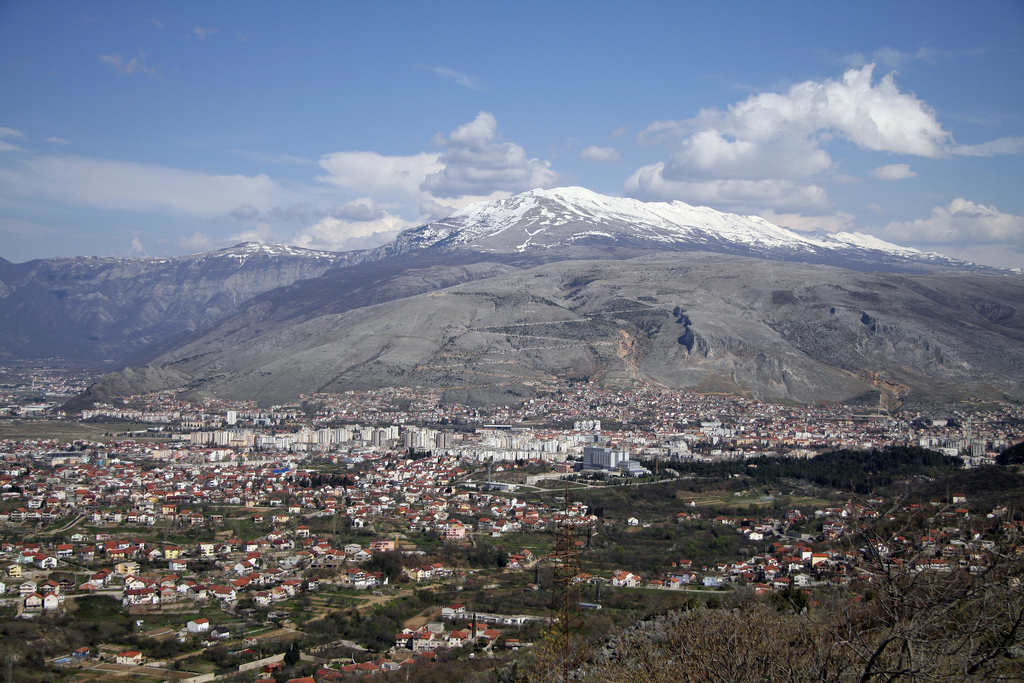
Місто Мостар — культурний, економічний, освітній і політичний центр хорватів у Боснії і Герцеговині

Хорвати Боснії і Герцеговини — частина хорватського народу, яка живе у Боснії і Герцеговині та налічує близько 500 000 осіб (за різними даними від 465 000 до 571 317, 12—14,5%), становлячи 13% від загальної чисельності населення Боснії і Герцеговини. Хорвати є одним із трьох державотворчих народів Боснії і Герцеговини. За віросповіданням переважно католики. Населяють західну Герцеговину і південно-західну Боснію, де становлять абсолютну більшість, частини східної  Герцеговини, а також центральну Боснію і боснійську частину басейну Сави, де після війни в Боснії і Герцеговині стали меншиною, проте і в цих краях історично закорінені.

## Історія

### Раннє Середньовіччя

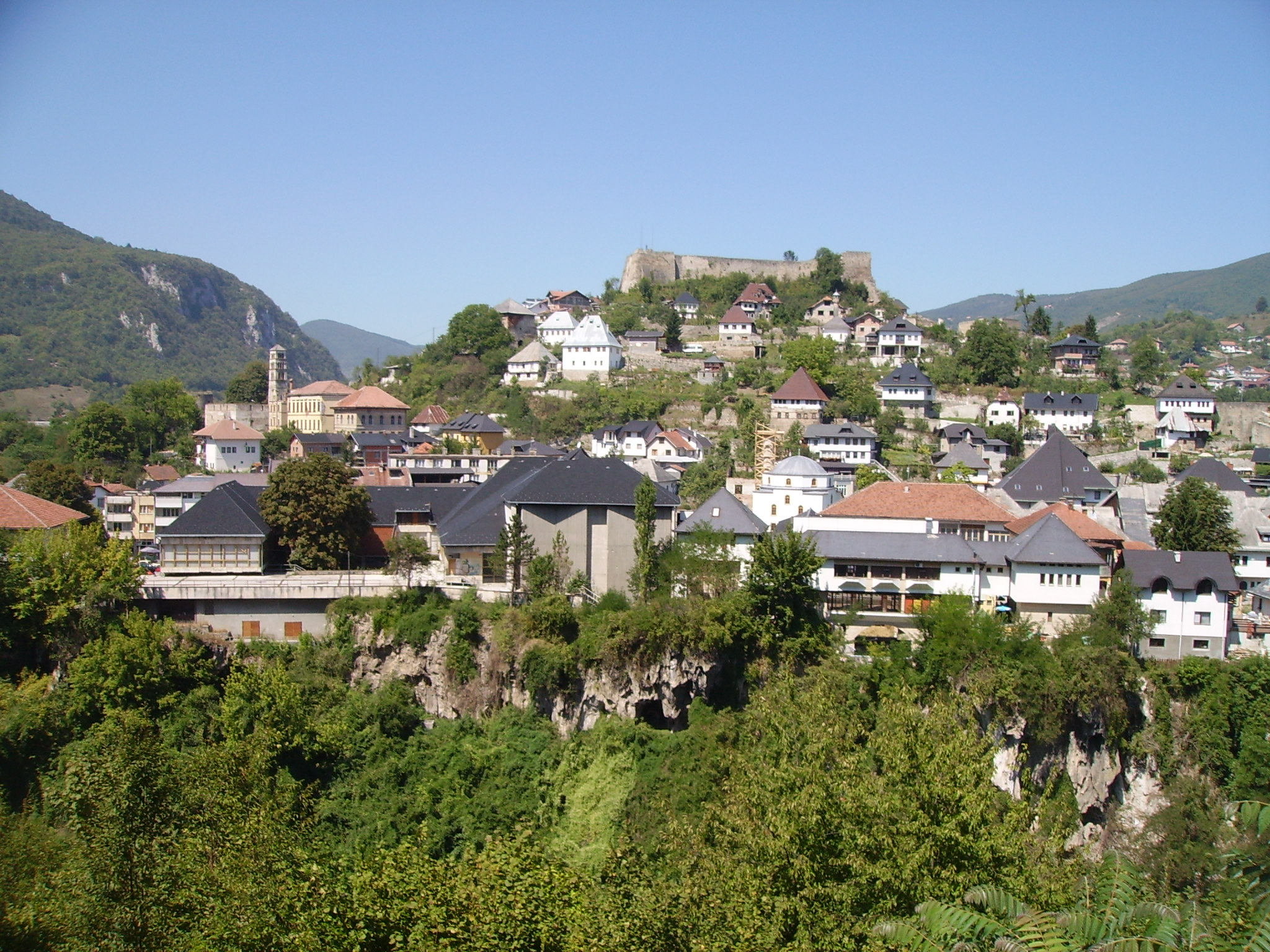
Стародавнє королівське місто Яйце

Хорватський народ у Боснії і Герцеговині походить зі слов'ян, які оселилися в Боснії
і Герцеговині в ході слов'янських переселень у ХІІ сторіччі. На думку більшості істориків, слов'янські племена були представлені або й переважали у більшій частині стародавньої Боснії і нижньої течії басейну Неретви, насамперед у місцевості між водозборами Уни, Сави, в пониззі Дрини та в долині Неретви. Деякі історики вважають, що хорватський етнічний елемент переважав до межі, що сполучає річки Неретву та Босну.
Населення середньовічної боснійської держави було слов'янське, належачи за своїми етнічними та релігійними особливостями до того самого етнічного субстрату, що й хорвати. Окрім самої згадки імені хорватів це помітно в численних етнокультурних особливостях, як от мова, глаголичне і західнокириличне письмо, яким були писані грамоти, твори релігійного та художнього змісту, що відповідало хорватській кирилиці, яка вживалась у Далмації і на північнохорватському узбережжі, належність до західної цивілізації, що знаходило своє відображення в західній католицькій гілці християнства і формах мистецтва західного походження (романський стиль). Політично більшина нинішньої Боснії і Герцеговини (з короткими перервами за правління сербського жупана Часлава Клонимировича) належала хорватській державі або за правителів династії Трпимировичів (IX-XII ст.), або як частина Хорватсько-угорського королівства. Один із символів політичних зв'язків Хорватії та Боснії це виключно хорватська політична назва бан, яку носили і боснійські правителі з найдавніших часів. Всі боснійські королі були католиками, і часто (хоча і не завжди) належали до родоводу хорватських династій.

### Турецька навала
У часи Османської імперії та безупинних воєн, які тривали близько 300 років, Хорватія втратила більше половини населення (переселення, воєнні втрати, відведення в турецьку неволю, пошесті, ісламізація), а хорватський народ у Боснії і Герцеговині з більшості став переслідуваною меншістю. Зокрема, у той час кілька сотень тисяч хорватів-католиків навернулися в іслам. Наслідки турецького нашестя видно з такого порівняння: якщо 1528-1529 рр. у теперішній БіГ було приблизно 360 000 або 57% католиків, близько 220 000 або близько 34% мусульман і близько 55 000 або 9% православних, то 1624 року вже було приблизно 300 000 або 67% мусульман, близько 100 000 або 22% католиків та тисяч 50 або 11% православних.

### Габсбурзька монархія
З 1878 до 1918 року Боснія і Герцеговина перебувала під австрійським управлінням. У цей період однією з найвизначальніших рис була остаточна кристалізація боснійсько-герцеговинських хорватів з етнічно-релігійної групи у сучасних політичних суб'єктів, або з народності в націю, інтегровану в одне національне ціле разом зі своїми співвітчизниками з-за меж Боснії і Герцеговини. 

### Новітній період
З 1918 до 1941 року хорвати Боснії і Герцеговини опинилися у складі Королівства сербів, хорватів і словенців, пізніше названого Королівством Югославія. Головною особливістю цього періоду були намагання сербів, використовуючи військове і політичне домінування та відносну чисельну перевагу (близько 38-40% від загальної чисельності населення Боснії і Герцеговини), виступати в ролі панівної нації в країні з метою насильницької «сербізації» несербських народів. Але після багатьох років диктатури, політичних убивств, корупційних скандалів і насильства, зіткнувшися з безуспішністю централізаторської політики, сербські правлячі кола у 1939 р. погодилися на компроміс, і утворена внаслідок цього Хорватська бановина включала близько 30% території теперішньої Боснії і Герцеговини (до неї увійшла більшість районів Боснії і Герцеговини, де хорвати чисельно переважали)..
У добу соціалістичної Югославії устрій Боснії і Герцеговини набув вигляду триступеневої піраміди: привілейований клас із незаперечним пануванням від правоохоронних органів до освіти і економіки утворювали серби завдяки своїй відносній чисельній перевазі, «мучеництву» за часів Незалежної Держави Хорватія (ще більш підсиленому через маніпуляції зі статистикою), панівному становищу в комуністичному апараті, а також ролі «руки» белградського централізму своїх одноплемінців із Сербії. Друге місце посіли боснійські мусульмани, яких центральний уряд підтримував як носіїв державних ознак у БіГ та антитезу сербській і хорватській національній ідеології, які розглядали Боснію і Герцеговину як частину своїх національних держав, та як спільноту з високою народжуваністю, яка хоч і зреклася багатьох східних ісламських принципів, тим не менш віталася як місток в ісламські країни в рамках Руху неприєднання. Хорвати як найменш чисельний і найпідозріліший елемент носили тавро «реакційного» католицького народу, їм, звинуваченим у геноциді і звірствах Незалежної Держави Хорватія (від провин у яких мусульман люб'язно звільняли, а серби як основні комуністичні кати все ще користувались привілеями злочину), була уготована доля громадян другого сорту. Вони постійно підозрювались і переслідувалися поліцією, їхні етнічні землі у економічному відношенні свідомо занехаювались, тому вони були змушені емігрувати (серед економічних емігрантів із БіГ боснійські хорвати, на частку яких припадало близько 1/5 населення, становили більш ніж дві третини емігрантів). Окрім утисків хорватської мови та нав'язування сербської від сфери освіти до засобів масової інформації хорвати Боснії і Герцеговини особливо потерпали від тоталітарного поліційного режиму з метою скорочення їхньої чисельності та ліквідації хорватської нації як «ракової» пухлини, яка перешкоджала досягненню справжнього соціалістичного суспільства в Боснії і Герцеговині.

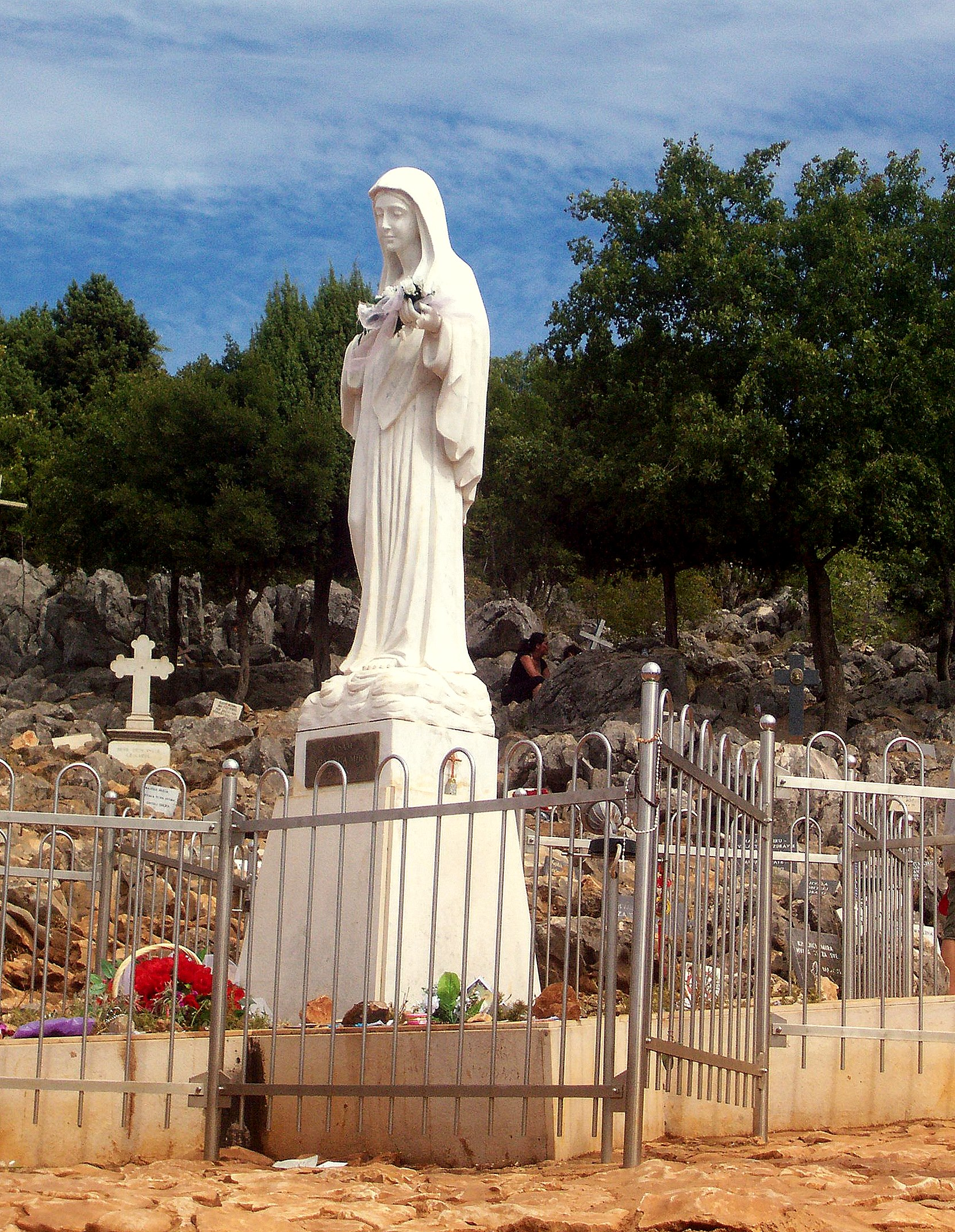
Скульптура Діви Марії на місці її явлення у місті Меджугор'є.

Отже, хорвати Боснії і Герцеговини внутрішньо давно були готові до опору і, коли вслід за проголошенням незалежності Боснії і Герцеговини від Югославії 1 березня 1992 р. серби розв'язали проти цієї колишньої югославської республіки війну, хорвати першими спромоглися дати гідну відсіч сербським агресорам (див. також Історія Боснії і Герцеґовини).

## Релігія
Хорвати Боснії і Герцеговини у більшості своїй сповідують католицизм. Саме хорвати складають значну частину католиків Боснії і Герцеговини. Переважна більшість католицького населення належить до латинського обряду. Серед хорватів Боснії і Герцеговини також є вірні Хорватської греко-католицької церкви. У місті Меджугор'є знаходиться парафія на честь Діви Марії, яка є місцем паломництва для багатьох католиків  . 

## Мова
Хорвати Боснії і Герцеговини говорять хорватською мовою (стандартизований варіант сербохорватської мови), а саме її штокавською говіркою. Хорватська мова у Боснії і Герцеговині має статус офіційної. У статті 6 Конституції Федерації Боснія і Герцеговина сказано, що офіційними мовами Федерації Боснія і Герцеговина є: боснійська, хорватська, сербська.

## Демографія
За переписом населення 1931 року Боснія і Герцеговина налічувала 2 323 787 мешканців, серед яких хорватів було 23,58 %. У часи другої Югославії за переписами 1953-1991 рр. хорвати з 23,00 % населення знизилися до 17,30 %, хоча й побільшала їхня сукупна чисельність. За переписом населення 1991 року частка хорватів у загальній кількості населення БіГ була 17,30 %, а їхня чисельність становила 755 895 осіб. 
| Рік перепису | Кількість хорватів | %       | Загальне чисельність населення БіГ |
| ------------ | ------------------ | ------- | ---------------------------------- |
| 1879         | 209,391            | 18.08 % | 1,158,164                          |
| 1885         | 265,788            | 19.88 % | 1,336,091                          |
| 1895         | 334,142            | 21.31 % | 1,361,868                          |
| 1910         | 434,061            | 22.87 % | 1,898,044                          |
| 1921         | 444,308            | 23.50 % | 1,890,440                          |
| 1931         | 547,949            | 23.58 % | 2,323,555                          |
| 1948         | 614,123            | 23.93 % | 2,565,277                          |
| 1953         | 654,229            | 22.97 % | 2,847,790                          |
| 1961         | 711,666            | 21.71 % | 3,277,948                          |
| 1971         | 772,491            | 20.62 % | 3,746,111                          |
| 1981         | 758,140            | 18.39 % | 4,124.008                          |
| 1991         | 760,852            | 17.38 % | 4,377,053                          |

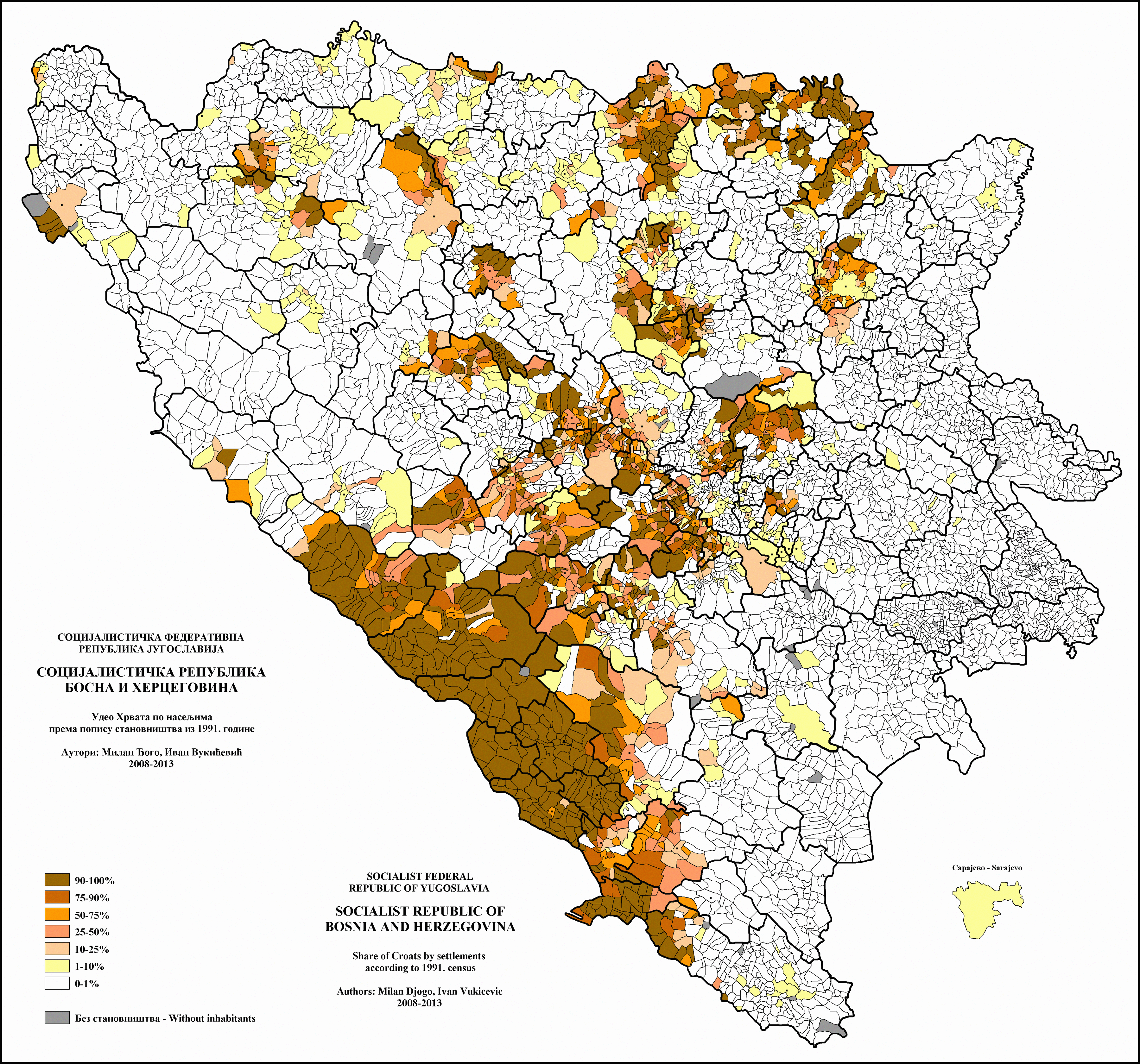
Хорвати у Республіці Боснія і Герцеговина станом на 1991 рік:
90 — 100 %
75 — 90 %
50 — 75 %
25 — 50 %
10 — 25 %
1 — 10 %
0 — 1 %

Загальна чисельність хорватів в Боснії і Герцеговині продовжувала знижуватися, а до цього найбільше спричинилась після 1991 р. кривава війна, яка завирувала в Боснії і Герцеговині. Так стався трагічний відтік хорватського населення з БіГ. Основні приклади такого відтоку — це Боснійська Посавіна і середня Боснія. Перепис населення в Боснії і Герцеговині 1996 року, проведений Управлінням Верховного комісара у справах біженців (офіційно невизнаний) засвідчив, що населення БіГ було 3 919 953. З них хорвати становили 14,57% або 571 317 від загальної чисельності населення. Хорвати завдяки їхній самоорганізації через Хорватську Республіку Герцег-Босну і її збройні сили Хорватську Раду Оборони боролися за своє виживання в Боснії і Герцеговині під час війни в цій країні. Згідно з даними, оприлюдненими Центром досліджень і документації в Сараєво, у Боснії і Герцеговині протягом війни було вбито або пропало безвісти 7 762 хорвати.. З території, підконтрольної Армії Республіки Боснії і Герцеговини, виселено близько 150 000 хорватів , а з районів, які підпали під контроль війська Республіки Сербської, вигнано близько 200 000 хорватів.
З великою ймовірністю можна твердити,  що боснійські хорвати нині є більшістю в таких муніципалітетах: Мостар, Ливно, Широкі Брієг, Любушки, Томіславград, Посуш'є, Ораш'є, Оджак, Груде, Яйце, Читлук, Чапліна, Вітез, Кіселяк, Новий Травник, Прозор-Рама, Жепче, Бусовача, Столаць, Крешево, Домалєвац-Шамац, Купрес, Неум, Усора, Добретичі і Равно. 
До муніципалітетів, у яких хорвати становлять третину населення, належать Травник, Ускоплє, Вареш, Фойниця і Гламоч. Муніципалітети, в яких хорвати налічують близько 15% населення, — це Бугойно, Брчко, Тузла, Какань, Дрвар і Грахово. 14 муніципалітетів із хорватською більшістю утворюють компактну область, яка простягається від Купреса на північному заході до Равно на південному сході країни, тоді як 12 муніципалітетів у Боснії і Боснійській Посавині являють собою анклави з хорватською більшістю.
Згідно з міжнародними оцінками (World Factbook ЦРУ), сьогодні в Боснії та Герцеговині 571 317 хорватів, які становлять 14,57% від загальної чисельності населення Боснії і Герцеговини. За оцінками єпископської канцелярії, у Боснії і Герцеговині проживає 459 102 католиків, з яких майже всі хорвати. Сюди цілком обґрунтовано слід додати ще як мінімум 40 000 хорватів, які або не католики, або не перебувають у контакті з парафіяльними управами (близько 10% від передбачуваної кількості хорватів). Таким чином сьогоднішню кількість хорватів у БіГ можна справедливо округлити до близько 500 000 або близько 13% населення.

## Поточні проблеми
На даному етапі боснійські хорвати порушують питання створення власної федеративної одиниці у складі конфедерації. Бажання мати свою національно-територіальну автономію вони пояснюють тим, що перебувають нині у гіршому становищі, ніж два інші державотворчі народи Боснії і Герцеговини: не мають свого національного каналу на державному телебаченні, щодо них порушуються основні права людини, зокрема, через неможливість використання хорватської мови, боснійці мають перевагу в голосах над хорватами в обох палатах парламенту Федерації Боснії і Герцеговини Та загрози виходу з конфедерації БіГ районів із переважанням боснійських хорватів не існує, бо, як стверджують мусульманські політики, хорвати не можуть і не хочуть відокремлення від Боснії. Навіть якби вони мали такі наміри, їм просто нікуди відходити. Злука з Хорватією неможлива, адже остання сама визнала державу Боснія і Герцеговина.